# Hopla
Hopla è un cartone animato fiammingo in 3D per i bambini più piccoli, creato da Bert Smets nel 1999. È prodotto dalla Bert Smets Productions.

## Trama
Il cartone racconta la vita del coniglio Hopla e dei suoi amici Onki (il maialino), Nina (l'orsacchiotta) e Lola (la gattina); ogni mini-episodio è di circa cinque minuti.
Il programma è andato in onda la prima volta nel 2000 su Ketnet, un canale televisivo fiammingo ed è diventato famoso poco dopo. Attualmente, il cartone animato va in onda in oltre 40 paesi (come Stati Uniti, Italia, Belgio, Canada, Finlandia, Francia, Giappone, Polonia e Corea del Sud). In Italia è stato trasmesso sul canale Rai YoYo.
Caratteristica è l'assenza di qualunque dialogo, fatta eccezione per Hopla che pronuncia il nome del cartone animato in determinati momenti. In effetti la musica accompagna tutta la durata dell'episodio, con brani fanciulleschi che ricordano le giostre ed i carillon.